# New Orleans Museum of Art

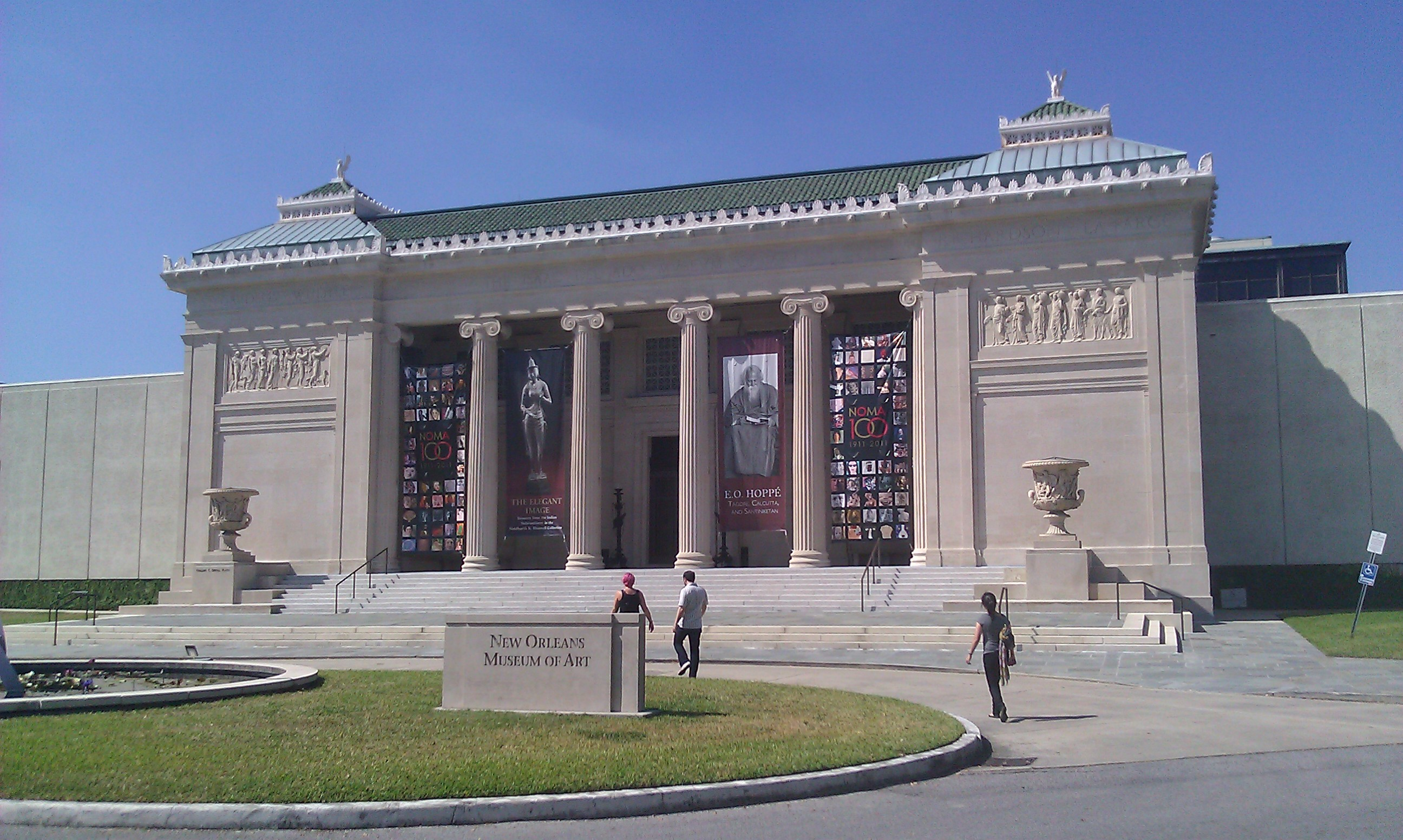
Frontansicht des New Orleans Museum of Art, im Jahr 1911 als Delgado Art Museum eröffnet. Aufnahme aus dem Jahr 2011.

New Orleans Museum of Art (NOMA) ist ein Kunstmuseum in New Orleans. Das Museum wurde 1911 gegründet und hieß bis 1971 Delgado Museum of Art. Es befindet sich am One Collins C. Diboll Circle am City Park.

## Geschichte

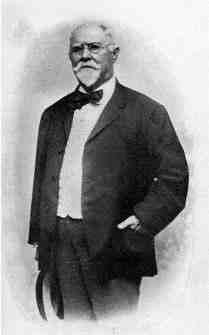
Isaac Delgado, ca. 1912. Aufnahme eines unbekannten Photographen, veröffentlicht in David Spence Hill, Facts About the Public Schools of New Orleans in Relation to Vocation, Juni 1914.

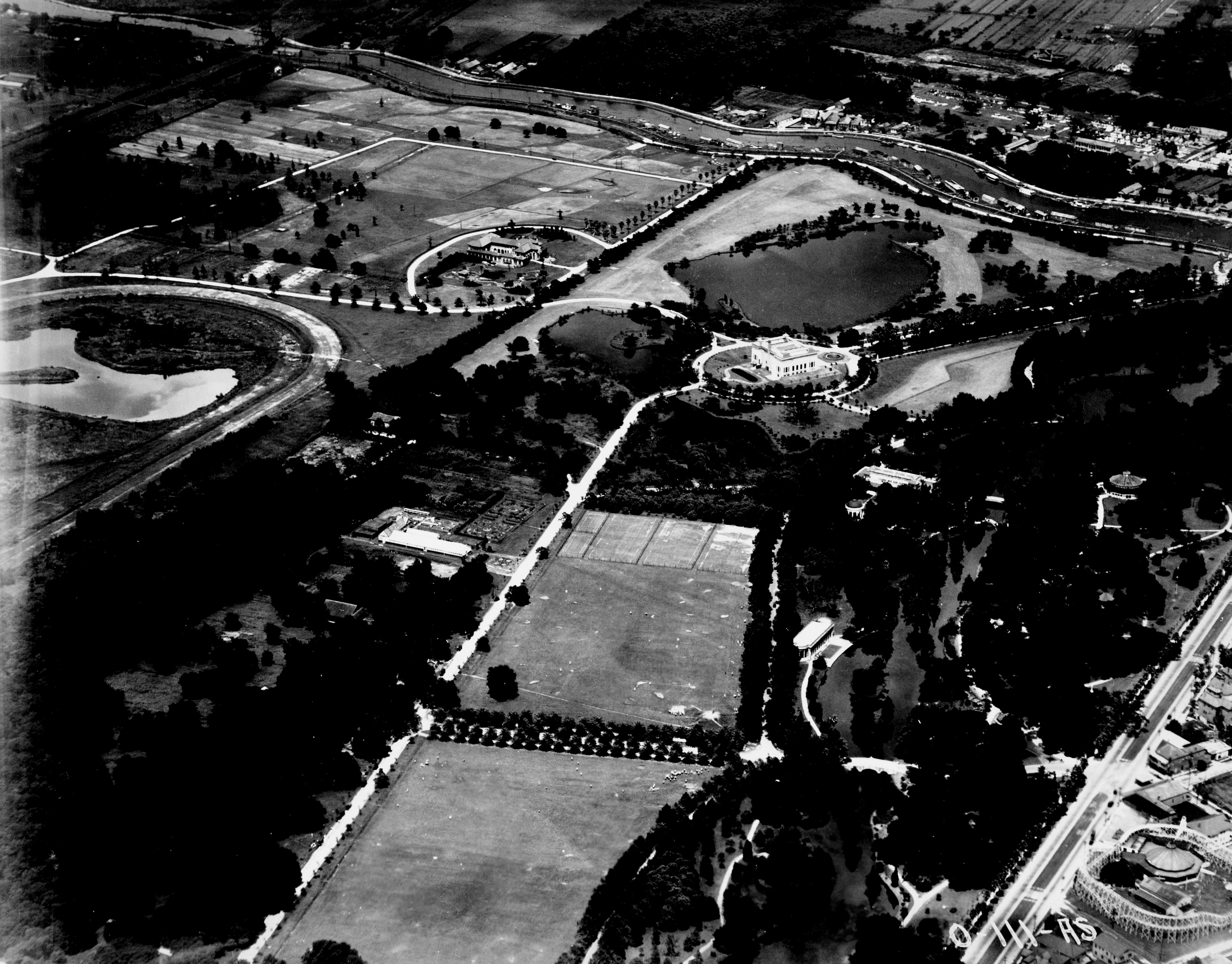
Luftaufnahme des Delgado Art Museum, 1922.

### Gründung des Delgado Art Museums
Im Jahr 1910 spendete der Geschäftsmann Isaac Delgado 150.000 Dollar an die City Park Improvements Association, damit im City Park ein Kunstmuseum für die Stadt New Orleans errichtet werden konnte. Seine Vertraute Elleonora Moss, die mit seiner verstorbenen Tante befreundet gewesen war, berichtete ihm bei Autofahrten durch die Stadt vom Wunsch seiner Tante, dass ein Kunstmuseum für die Stadt eingerichtet werden sollte. Eine solche Institution sollte auch die Kunstwerke und Einrichtungsgegenstände beherbergen, die er für seine Tante erworben hatte und die sich noch in deren Anwesen befanden. Zusammen mit dem Zuckerhändler Pierre A. Lelong, mit dem er gemeinsam Mitglied im Boston Club und im Chess, Checkers, and Whist Club und der Ratsmitglied der City Park Improvements Association war, suchte Delgado nach einem Standort für das Museum. Lelong konnte das Bauland für das Gebäude schnell sichern und Delgado war mit einem freien Architekturwettbewerb einverstanden. Gemeinsam mit dem Stiftungsrat entschied er sich für den Entwurf von Samuel Abraham Marx. Am 22. März 1911 wurde der Grundstein für das Museumsgebäude gelegt, am 16. Dezember desselben Jahres folgte die Eröffnung des Delgado Art Museums als drittes Kunstmuseum des Südens der USA eröffnet. Die Zeremonie fand in Anwesenheit des Bürgermeisters von New Orleans Martin Behrman und 3000 weiterer Gäste statt.

### Die Entwicklung des Delgado Art Museums (1911–1971)
Zusammen mit der Newcomb's School of Art and Pottery der Tulane University und der Art Association of New Orleans bildete das Museum in der Folge eine umfassende, konservativ ausgerichtete Kunstinfrastruktur für New Orleans. Die Institutionen waren eng miteinander verwoben. So wählte die Art Association of New Orleans Mitglieder in den Verwaltungsrat des Delgado Museum of Art. Der Künstler Ellsworth Woodward, der seit 1895 die Newcomb's School of Art and Pottery leitete, war bereits an der Gründung des Museums beteiligt und wirkte als Mitglied des Verwaltungsrats. Dieses Engagement stand in Zusammenhang mit seinen Bestrebungen der Historisierung seiner eigenen Institution, die für Newcomb College Pottery bekannt war.
Die Leitung des Delgado Art Museums war in den ersten Jahren eine informelle Angelegenheit, häufig übernommen von Mitgliedern des Verwaltungsrats. Charles Wellington Boyle, der zunächst als erster Kurator für das Museum gearbeitet hatte, war von 1922 bis 1925 sein Direktor. Der Museumsbetrieb wurde von der Stadt New Orleans finanziert, Ausstellungen wurden häufig von lokalen Kunstorganisationen wie der Art Association of New Orleans unterstützt. Von 1925 bis 1939 leitete dann Ellsworth Woodward das Museum, wobei er besonderen Wert auf die künstlerische Erziehung der Bevölkerung und die Förderung von Künstlern des Südens der Vereinigten Staaten legte. Woodward lehnte neuere künstlerische Entwicklungen nach dem Impressionismus weitgehend ab. Mit dieser Haltung der Museumsleitung und auch der physischen Distanz des Hauses zum French Quarter, in dem sich die modernen künstlerischen Bestrebungen in New Orleans konzentrierten, blieb die Ausrichtung des Museums sehr konservativ und provinziell.
In den ersten Jahrzehnten gelang es dem Museum kaum, die Sammlung qualitätvoll zu erweitern und nahm stattdessen recht wahllos Schenkungen wohlhabender Familien der Stadt an. Es veranstaltete keine bedeutenden Ausstellungen internationaler moderner Kunst und entwickelte auch keine weiteren wirksamen Initiativen, welche die zeitgenössische Kunstentwicklung in New Orleans unterstützt hätten. Dieses Vakuum füllte der Arts and Crafts Club of New Orleans mit seinen Aktivitäten im French Quarter, dessen Ausstellungen in seiner eigenen Galerie das Museum weit überstrahlten. In den 1920er- und 1930er-Jahren verfügte das Delgado Art Museum nur über geringe finanzielle und künstlerische Ressourcen, was in der Folge wenig Gönner anzog. Damit befand sich das Museum in einer existenziellen Krise, da die Stadt New Orleans das Budget drastisch kürzte. Die kritische Begleitung dieses Vorgangs in der Presse führte dazu, dass die notwendigen Mittel für den Betrieb des Museums letztendlich doch bereitgestellt wurden.
Während sich etwa der bedeutende New Orleanser Kunstsammler Hunt Henderson, der anfangs die Geschicke des Museums als Mitglied des Boards begleitet hatte, sich in den 1920er-Jahren zurückzog und sich stattdessen im Arts and Crafts Club engagierte, schenkte Samuel H. Kress dem Museum im Jahr 1931 das Gemälde Madonna mit Kind von Giovanni del Biondo, womit eine langfristige Partnerschaft mit der Samuel H. Kress Foundation begann.
1940 zeigte das Delgado Museum die Ausstellung Picasso. Forty Years of his Art, in der auch das Gemälde Guernica zu sehen war. 1948 übernahm erstmals ein professionell ausgebildeter Direktor die Museumsleitung.
1953 führte das Museum anlässlich des 150. Jahrestages des Louisiana Purchase die Ausstellung French Painting through Five Centuries, 1400-1900 mit Leihgaben aus dem Louvre durch. Mit 104.000 Besuchern verbuchte das Museum einen neuen Rekord.
1966 veranstaltete das Museum den ersten Odyssey Ball, der seitdem jährlich durchgeführt wird. Er fand anlässlich der Ausstellung Odyssey of an Art Collector: Unity In Diversity. Five Thousand Years of Art statt.

### Weiterführung als New Orleans Museum of Art (ab 1971)
Im November 1971 wurde das Museum in New Orleans Museum of Art umbenannt. Gleichzeitig wurden drei neue Flügel eröffnet für Galerien, ein Auditorium und Bildungsveranstaltungen. Im Folgejahr wurde es von der American Association of Museums akkreditiert. 1973 übernahm E. John Bullard den Posten des Museumsdirektors, den er für 37 Jahre innehatte. Mit seinem Amtsantritt begann er den Aufbau der photographischen Sammlung des Museums. Weitere bedeutende Meilensteine seiner Amtszeit waren unter anderem die Ausstellung Treasures of Tutankhamun, die 1977 innerhalb von vier Monaten Laufzeit 900.000 Besucher anzog, sowie der Ankauf von Élisabeth Vigée-Lebruns Gemälde Porträt von Marie Antoinette für 500.000 Dollar im Jahr 1985 anlässlich des 75-jährigen Bestehens des Museums im Folgejahr. 1986, im Jahr des diamantenen Jubiläums des New Orleans Museum of Art, wurden die Pläne für den Ausbau des Gebäudes gefasst, die eine Verdoppelung der Fläche vorsahen.
1991 wurde der Grundstein für die Museumserweiterung gelegt, für die 20 Millionen Dollar an Mitteln eingeworben wurden. Das renovierte und erweiterte Gebäude wurde 1993 eröffnet. Die Kosten beliefen sich auf 23 Millionen Dollar. Zugleich wurde der Ankaufsetat für Kunst erhöht. Damit gehörte das New Orleans Museum of Art zu den Top-25% der größten und bedeutendsten Kunstmuseen in den Vereinigten Staaten. 1996 schickte das New Orleans Museum of Art die Ausstellung Faberge in America auf Tournee, in der die Faberge-Sammlung der Matilda Geddings Gray Foundation, die sich als Dauerleihgabe im New Orleans Museum of Art befand, präsentiert wurde. Der Vorstand des Museums bewilligte im Jahr 2000 die finanziellen Mittel für den Bau und Unterhalt des Besthoff Sculpture Gardens, der 2003 eröffnet wurde und über 40 von der Familie Besthoff gestiftete moderne Skulpturen zeigte. Im selben Jahr führte das Museum anlässlich des 200. Jubiläums des Louisiana Purchase die Ausstellung Jefferson's America and Napoleon's France.

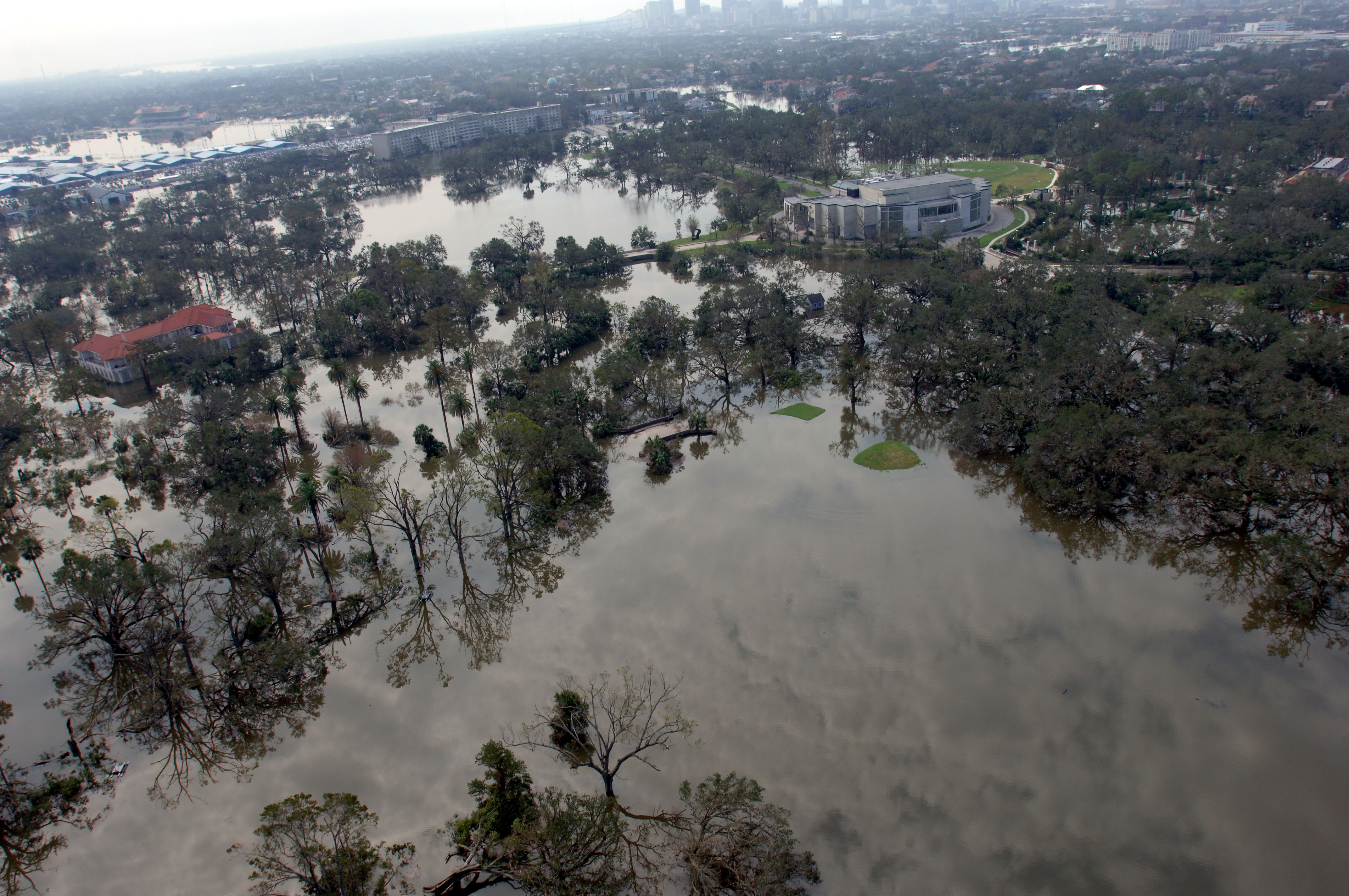
Am 29. August 2005 nahm Jocelyn Augustino für die Federal Emergency Management Agency diese Luftaufnahme des City Parks in New Orleans auf. Rechts der Bildmitte ist das New Orleans Museum of Art zu sehen, links oben im Hintergrund der Fair Grounds Race Course.

### Hurrikan Katrina und die Folgen für das New Orleans Museum of Art (2005–2010)
2005 musste das New Orleans Museum of Art in Folge von Hurrikan Katrina geschlossen werden. Das Gebäude und der Besthoff Sculpture Garden erlitten Schäden im Umfang von sechs Millionen Dollar. 80 Mitarbeiter wurden entlassen, sechzehn Mitarbeiter arbeiteten weiter aus Baton Rouge während das Museum für sieben Monate geschlossen blieb. Erst 2006 eröffnete es wieder mit vier Ausstellungen. Zugleich wurden bedeutende Werke aus der Sammlung in den vier Ausstellungen Impressionists and Modern Masters from the New Orleans Museum of Art, Resonance from the Past: African Sculpture from the New Orleans Museum of Art, From the Big Easy to the Big Apple: Two Centuries of Art in Louisiana und The Odyssey Continues: Masterworks from the New Orleans Museum of Art and from Private New Orleans Collections in verschiedenen Städten gezeigt, um Geld für die erforderlichen Wiederaufbauarbeiten einzuwerben. 2007 wurde die Ausstellung Femme, Femme, Femme: Paintings of Women in French Society from Daumier to Picasso from the Museums of France gezeigt, die 85 Werke aus 45 Institutionen zeigte und auf eine Initiative zurückging, die zwei Monate nach dem Hurrikan angestoßen wurde. Im Jahr 2009 war das New Orleans Museum of Art die einzige amerikanische Station der Ausstellung Dreams Come True: Art of the Classic Fairy Tales from the Walt Disney Studio, die von den Walt Disney Animation Studios unterstützt wurde.
Nach achtmonatigen Renovierungsarbeiten zur Beseitigung der durch Hurrikan Katrina verursachten Schäden wurde der Besthoff Sculpture Garden 2010 wiedereröffnet. Zudem trat E. John Bullard nach 38 Jahren als Direktor des New Orleans Museum of Art ab und erhielt den Titel des Director Emeritus. In dieser neuen Rolle organisierte er die Jahrhundertfeierlichkeiten des Museums. Als neue Direktorin berief das Kuratorium Susan Taylor.

### Jüngere Geschichte des Museums (seit 2010)
Anlässlich der dreihundertjährigen Jubiläums der Gründung New Orleans veranstaltete das New Orleans Museum of Art im Jahr 2018 die Ausstellung The Orléans Collection, die zum ersten Mal seit 250 Jahren Gemälde und Skulpturen aus der Sammlung des französischen Regenten Philippe II. de Bourbon, duc d’Orléans zusammenführte. Im Folgejahr eröffnete die Erweiterung des Sydney and Walda Besthoff Sculpture Garden um 27 Werke von Künstlern und Künstlerinnen des 21. Jahrhunderts, die zu einer Verdoppelung von dessen Fläche führte. Diese Erweiterung war zudem ein Modellprojekt für das Wassermanagement und ökologische Landschaftsgestaltung in New Orleans.

## Sammlung

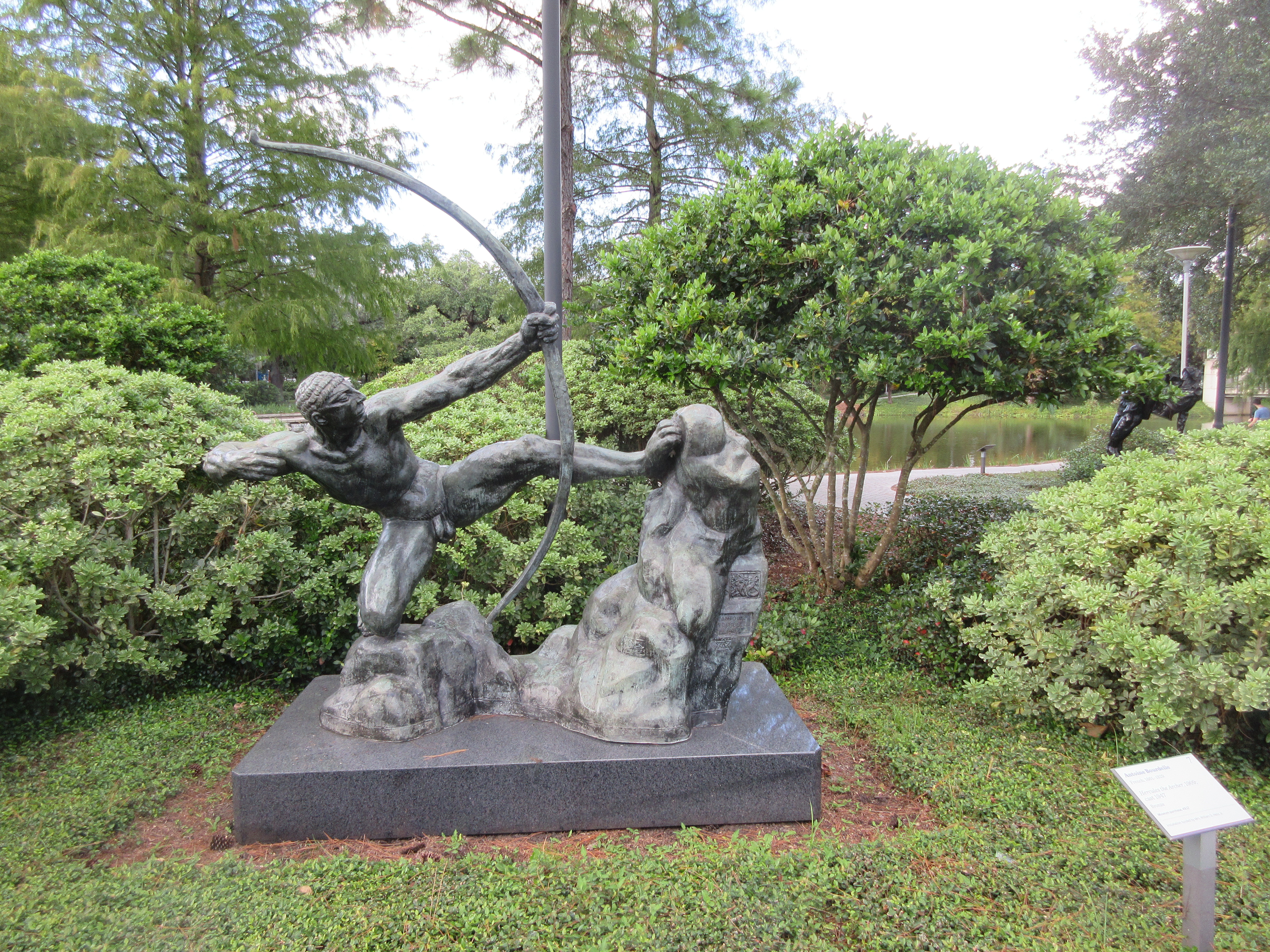
Antoine Bourdelle: Hercules the Archer im Skulpturenpark des Museums

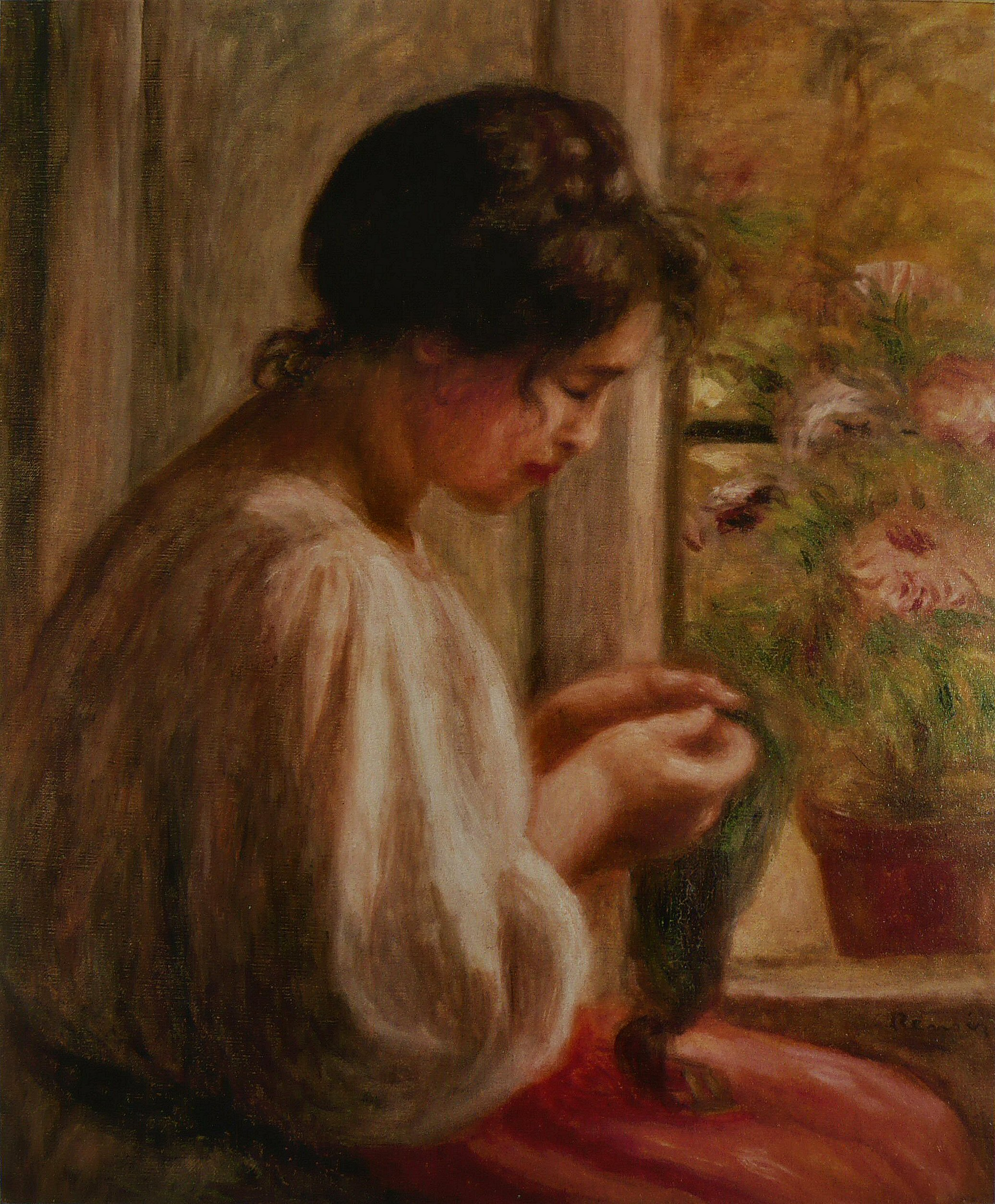
Renoir’s Seamstress at the Window

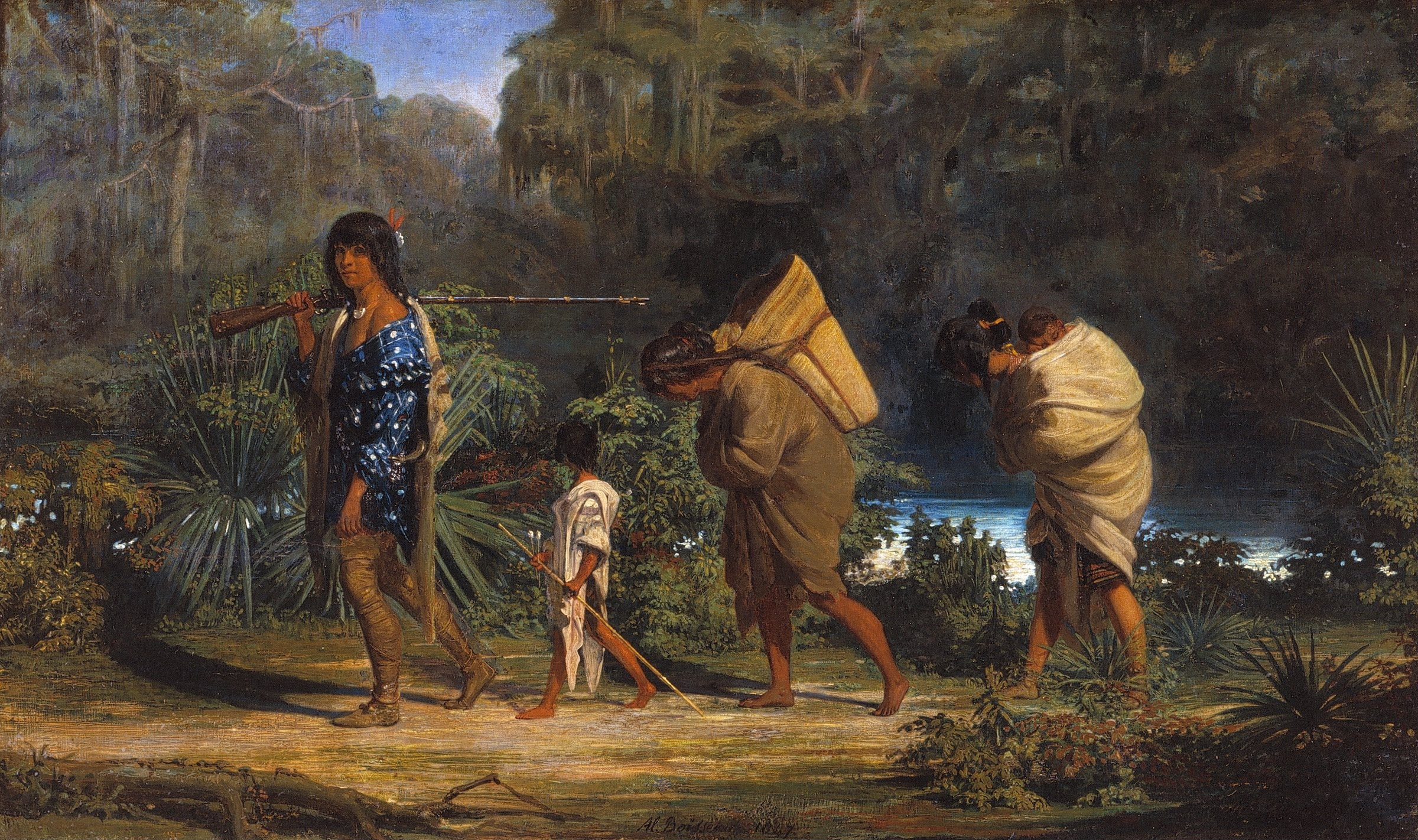
Louisiana Indians Walking Along a Bayou – Alfred Boisseau, 1847

Die Sammlung des Museums umfasst knapp 40.000 Objekte, mit einem Schwerpunkt auf amerikanischer und französischer Kunst, Fotografie, Glas sowie japanischen und afrikanischen Arbeiten. Die von Isaac Delgado eingebrachten Kunstgegenstände gehören nicht zum qualitativen Kernbestand des Museums, dessen Sammlung erheblich erweitert wurde.
Die Sammlung französischer und amerikanischer Kunst umfasst unter anderem Werke von Claude Monet, Pierre-Auguste Renoir, Pablo Picasso, Henri Matisse, Camille Pissarro, Auguste Rodin, Paul Gauguin, Georges Braque, Raoul Dufy, Joan Miró, Jackson Pollock, Mary Cassatt und Georgia O’Keeffe. Einen besonderen Schwerpunkt bilden Werke von Edgar Degas, die dieser während eines Aufenthaltes bei der Familie seiner Mutter in New Orleans in den Jahren 1871 und 1872 geschaffen hat. Daneben verfügt das Museum über eine umfangreiche Sammlung von Künstlern und Künstlerinnen aus Louisiana. Die Sammlung von Photographien umfasst 12.000 Werke. Weitere Sammlungsgebiete sind Möbel, Glas, Keramik, Porträtminiaturen, Indigene Kunst, prä-kolumbische und koloniale Kunst aus Mittelamerika sowie weitere ethnographische Objekte aus Afrika, Asien und dem pazifischen Raum.
Zum Museum gehört der Sydney and Walda Besthoff Sculpture Garden, ein 5 Acre großes Parkgelände mit rund 60 Skulpturen.